# Petkovci
Petkovci (cyr. Петковци) – wieś w Bośni i Hercegowinie, w Republice Serbskiej, w mieście Zvornik. W 2013 roku liczyła 329 mieszkańców.